# Église Saint-Pierre-aux-Liens de Grésy-sur-Isère
L'église Saint-Pierre-aux-Liens de Grésy-sur-Isère est une église catholique en ruine située en Savoie, juste au-dessus du village. Elle est placée sous le patronage de l'apôtre Pierre.

## Historique
L'église a été fondée en s'appuyant sur un bâtiment gallo-romain carré du Ier siècle, probablement un temple de type fanum avec cella. Cette interprétation est également étayée par le réemploi dans le clocher d'une de ses pierres qui porte l'inscription « [I]ulia Sexti filia Avita Elausiae [ex] voto », soit une dédicace au dieu indigène Elausia réalisée par Julia Avita, fille de Sextus, à la suite d'un vœu.
L'église primitive est un rectangle de 12,5 x 6,5 m à l'emplacement des travées 1 et 2 du bâtiment actuel. Elle a une orientation est-ouest et une analyse de charbon de bois a donné une date comprise entre 691 et 889. L'étape suivante est la construction du clocher-chœur à l'extrémité est en réutilisant les pierres du bâtiment gallo-romain. De par son architecture à fond plat, sans voute et avec une simple charpente, elle est datée des Xe et XIe siècles. Le chœur reçoit ultérieurement une voute en berceau brisé avec deux fenêtres romanes au début du XIIIe siècle, au moment du premier agrandissement avec l'ajout de la travée 3.
Le dernier grand agrandissement est réalisé au milieu du XVe siècle. Il s'agit de l'ajout de la travée 4 à l'extrémité ouest sur croisée d'ogive. À cette occasion, le chœur est déplacé au niveau de la travée 1 et l'ancien chœur est transformé en sacristie. Par la suite, deux chapelles latérales sont ajoutées en 1674-1682 ainsi qu'un faux-transept en 1712.
Devenue trop petite, insuffisamment entretenue et un peu à l'écart, il est décidé dans les années 1840 de l'abandonner et de la remplacer par une nouvelle église située au centre du village. Elle est donc désacralisée et vendue à des particuliers. De 1858 à 1870, elle sert d'atelier de poterie. Le transept et les chapelles sud sont alors rasés et deux fours sont installés dans les chapelles nord. La poterie abandonne rapidement ce site qui est dès lors utilisé comme grange ou écurie avant l'effondrement du toit dans les années 1930 et l'envahissement par la végétation.
Sa sauvegarde a été lancée vers 1990 avec le déblaiement du site, suivi de travaux de consolidation en 1995 et de sondages archéologiques. Finalement, pour la protéger des dégradations dues aux intempéries, l'église est recouverte d'une structure métallique avec un toit transparent et peut désormais accueillir des concerts.